# Eurockéennes
Eurockéennes de Belfort is een van de grootste Franse rockfestivals. Het vindt sinds 1989 plaats in een natuurreservaat in Malsaucy.
Bezoekers:
- 10,000 in 1989
- 70,000 in 1993
- 80,000 in 2002
- 95,000 in 2004
- 100,000 in 2006
- 100,000 in 2008

## Artiesten

### 2010
- Jay-Z
- LCD Soundsystem
- the xx
- The Hives
- Memphis Bleek
- The Black Keys
- The Specials
- Julian Casablancas
- The Dead Weather
- Missy Elliott
- Fuck Buttons
- Chromeo
- Foals
- Gallows
- Hot Chip
- HEALTH
- Broken Social Scene
- The Drums
- Bomba Estereo
- Charlotte Gainsbourg
- Vitalic
- Martina Topley-Bird
- Memory Tapes
- Massive Attack
- Patrick Watson
- Kasabian
- Airbourne
- Janelle Monáe
- Empire of the Sun
- Two Door Cinema Club
- Afrodizz
- The Bloody Beetroots
- Woven Hand
- BB Brunes
- Beast
- Omar Souleyman

### 2009
- The Prodigy
- The Kills
- Mos Def
- Yeah Yeah Yeahs
- Cypress Hill
- Florence and the Machine
- Friendly Fires
- Emiliana Torrini
- King Khan and the Shrines
- Kanye West
- Peter Bjorn and John
- Kap Bambino
- Diplo
- Monotonix
- La Roux
- Laurent Garnier
- Alela Diane
- Slipknot
- Rolo Tomassi
- Passion Pit
- Chapelier Fou
- Phoenix
- Pete Doherty
- Airbourne
- Sleepy Sun
- Noisettes
- Dananananaykroyd
- Crookers
- Olivia Ruiz
- Naïve New Beaters
- Tricky
- The Temper Trap

### 2008
- Cat Power
- N*E*R*D
- Babyshambles
- Vampire Weekend
- The Offspring
- The Mondrians
- CSS
- Sebastien Tellier
- MGMT
- Santigold
- Moby
- Seasick Steve
- Calvin Harris
- Massive Attack
- Biffy Clyro
- Gnarls Barkley
- dan Le Sac vs Scroobius Pip
- Lykke Li
- Soko
- The Gossip
- Yeasayer
- Girl Talk
- Battles
- Ben Harper
- Holy Fuck
- Comets on Fire
- Grinderman
- The Wombats
- Camille
- The Dø
- Cavalera Conspiracy
- dEUS
- The Blakes

### 2007
- Arcade Fire
- Wu-Tang Clan
- TV on the Radio
- Digitalism
- Queens of the Stone Age
- Cold War Kids
- I'm From Barcelona
- Deerhoof
- Marilyn Manson
- Juliette and the Licks
- Les Rita Mitsouko
- Klaxons
- Amy Winehouse
- Maximo Park
- Air
- 65daysofstatic
- Justice
- Gogol Bordello
- The Young Gods
- Bonde Do Role
- Editors
- Clipse
- onverge
- Peter Von Poehl
- Archie Bronson Outfit
- Punish Yourself
- Junior Senior
- Simian Mobile Disco
- The Good, the Bad & the Queen
- Bitty McLean

### 2006
- Depeche Mode
- Morrissey
- Daft Punk
- Deftones
- The Strokes
- Animal Collective
- Arctic Monkeys
- Damian Marley
- The Young Knives
- Muse
- Sigur Rós
- Archive
- Blackalicious
- Mogwai
- Dominique A
- Art Brut
- The Gossip
- Two Gallants
- Uffie
- Gojira
- Anaïs
- Atmosphere
- NonStop
- Polysics
- Poni Hoax
- Malajube
- Fancy
- Coldcut
- Infadels
- Philippe Katerine
- Spank Rock
- Apsci
- La Caution
- Spleen
- Nathan Fake
- Fat Freddys Drop
- Cult of Luna
- Islands
- Les Georges Leningrad
- We Are Wolves
- Ghislain Poirier
- Omnikrom
- Duchess Says
- Aberfeldy
- Giant Drag

### 2005
- Bloc Party
- Sonic Youth
- Interpol
- Bright Eyes
- The Chemical Brothers
- CocoRosie
- Eagles of Death Metal
- Electrelane
- The Killers
- Kraftwerk
- Le Tigre
- Common
- Émilie Simon
- The Go! Team
- Röyksopp
- Slum Village
- Jamie Lidell
- Raphael Saadiq
- Vitalic
- Andrew Bird
- Amon Tobin
- Balkan Beat Box
- Jean Grae
- Tom Ze
- Blumen
- Kaizers Orchestra
- Ken Boothe
- Konono Nº1
- Little Barrie
- Nine Inch Nails
- Queens of the Stone Age
- Saul Williams
- T. Raumschmiere
- Amadou & Mariam
- Bonnie 'Prince' Billy
- Cake
- Cali
- Dälek
- Eths
- Garbage
- Ghinzu
- KaS Product
- Mastodon
- Moodymann
- Morgan Heritage
- The National
- Tom Vek

### 2004
- PJ Harvey
- Pixies
- TV on the Radio
- Belle and Sebastian
- Slipknot
- The Rapture
- Groove Armada
- Blonde Redhead
- Zero7
- KoЯn
- Ben Kweller
- Placebo
- An Albatross
- Scissor Sisters
- Luke
- No One Is Innocent
- Two Tone Club
- JR Ewing
- IAM
- Broken Social Scene
- Franz Ferdinand
- Matthieu Chedid
- Lyrics Born
- Lifesavas
- Capleton
- Antibalas Afrobeat Orchestra
- Mono
- A.S Dragon
- Herman Düne & Invites
- Daniel Darc
- Seeed
- Buck 65 and Band
- Youngblood Brass Band
- Alain Bashung
- RJD2
- Sludgefeast
- The Perceptionists
- Agoria
- X-Vision
- The Cat Empire
- Amp Fiddler
- The Dillinger Escape Plan
- High Tone

### 2003
- Toots & the Maytals
- Radiohead
- The Rapture
- The Roots
- Peaches
- LCD Soundsystem
- The Streets
- Dave Gahan (in Depeche Mode)
- Goldfrapp
- Slayer
- 2 Many DJs
- Nada Surf
- Underworld
- Massive Attack
- The Melvins
- Electric Six
- Death in Vegas
- Suicide
- The Datsuns
- Mickey 3D
- Stone Sour
- Console
- Nostromo
- Arto Lindsay
- Les Wampas
- Ellen Allien
- Mike Ladd
- Hexstatic
- AqME
- Hell Is for Heroes
- Tokyo Ska Paradise Orchestra
- La Rumeur
- Dionysos
- Tom McRae
- Tricky
- I Monster
- Fat Truckers
- Eiffel
- The Polyphonic Spree
- Zebda
- Tony Allen
- Jaga Jazzist
- Watcha
- Blackalicious
- Asian Dub Foundation
- Tomahawk

### 2002
- Muse
- Vitalic
- N*E*R*D
- Rival Schools
- The Chemical Brothers
- Travis
- The Notwist
- Antipop Consortium
- Buju Banton
- Pleymo
- Bulle
- The (International) Noise Conspiracy
- Sinclair
- New Bomb Turks
- Saïan Supa Crew
- The Bellrays
- Noir Désir
- Bilal
- Archive
- Soulfly
- Meï Teï Shô
- High Tone
- Alec Empire
- A
- Aston Villa
- Tarmac
- Ska-P
- Watcha
- Gomez
- Lofofora + invités
- Air
- Miro
- Burning Heads
- Hawksley Workman
- Michael Franti & Spearhead
- Trio Mocoto
- Sizzla
- Sainkho Namtchylak
- Rammstein
- Gotan Project

### 2001
- Iggy Pop
- Ben Harper
- Incubus
- Matmatah
- Yann Tiersen
- La Ruda Salska
- Tété
- Têtes Raides
- K's Choice
- Disiz la Peste
- Burning Spear
- The Young Gods
- Tricky
- Anthony B
- Joseph Arthur
- Freestylers
- Nashville Pussy
- Innocent Criminals
- Amadou et Mariam
- Mass Hysteria
- K2R Riddim
- Fantômas

### 2000
- St Germain
- Moby
- The Cranberries
- Oasis
- Slayer
- Fu Manchu
- Muse
- Coldplay
- Nine Inch Nails
- Oomph
- Tryo
- Skirt
- Dionysos
- -M-
- Massilia Sound System
- Femi Kuti
- A Perfect Circle

### 1999
- Al Green
- Blondie
- Eagle-Eye Cherry
- Lenny Kravitz
- The Black Crowes
- Stereophonics
- Tricky
- Bloodhound Gang
- The Cardigans
- Marilyn Manson
- Matmatah
- Metallica
- Monster Magnet
- Placebo
- Skunk Anansie
- Hubert-Félix Thiéfaine
- Angra
- Cheb Mami
- Gus Gus
- Lofofora
- Mercury Rev
- P18
- Calexico
- Cree Summer
- Creed
- Everlast
- Masnada
- Mercyful Fate
- Polar
- Popa Chubby
- Rinocérose

### 1998
- The Prodigy
- Underworld
- Cornershop
- Iggy Pop
- Portishead
- Pulp
- Morcheeba
- Rammstein
- Sean Lennon
- Suicidal Tendencies
- Texas
- Faudel
- Heather Nova
- Jon Spencer Blues Explosion
- Louise Attaque
- NTM
- Asian Dub Foundation
- Divine Comedy
- Hotei
- Jean-Louis Aubert
- Passi
- Pigalle
- Automatics
- Awake
- Fonky Family
- Hare
- Jeremy
- Jim White
- K's Choice
- Tabula Rasa
- Tortoise

### 1997
- Radiohead
- Supergrass
- Smashing Pumpkins
- The Chemical Brothers
- Placebo
- Suede
- Nada Surf
- Stereophonics
- Channel Zero
- Biohazard
- Live
- Melville
- Baby Bird
- No One Is Innocent
- Noir Désir
- Sloy
- 16 Horsepower
- Silverchair
- Rollins Band

### 1996
- Beck
- David Bowie
- Patti Smith
- Foo Fighters
- Lou Reed
- Nick Cave
- Red Hot Chili Peppers
- Sepultura
- Skunk Anansie
- Ash
- The Bluetones
- Dog Eat Dog
- Frank Black
- Fun Lovin' Criminals
- Ministry
- Miossec
- NTM
- Raggasonic
- Silmarils
- The Bates
- Dominique A
- Ginkgo
- Loudblast
- Red Cardell

### 1995
- Blur
- The Cure
- Supergrass
- Jamiroquai
- Public Enemy
- Jeff Buckley
- Oasis
- Paul Weller
- The Roots
- Sheryl Crow
- Ben Harper
- Body Count
- Dave Matthews Band
- dEUS
- Renaud
- Terence Trent D'Arby
- Ange
- Arno
- Page and Plant
- Dreadzone
- Earthling
- Edwyn Collins
- Paradise Lost
- Senser
- Michael Franti & Spearhead
- 18th Dye
- Alliance Ethnik
- Burning Heads
- Dag
- Gérald De Palmas
- Silverchair
- Ultimatum
- Tortoise

### 1994
- Björk
- Khaled
- The Pretenders
- Rage Against the Machine
- Chaka Demus & Pliers
- The Posies
- Rita Mitsouko
- Blind Fish
- Burma Shave
- Gary Clail
- Grant Lee Buffalo
- I Am
- Les Thugs
- Morphine
- Spin Doctors
- Swell
- Therapy?
- Fabulous Trobadors
- Helmet
- No One Is Innocent
- Nyah Fearties
- Rachid Taha
- Sons Of The Desert
- Radiohead

### 1993
- Sonic Youth
- Ziggy Marley
- Lenny Kravitz
- The Lemonheads
- The Frank and Walters
- Black Crowes
- Jean-Louis Aubert
- Living Colour
- Midnight Oil
- Noir Désir
- Willy Deville
- Calvin Russell
- Chris Isaak
- Faith No More
- Galliano
- Jesus Jones
- MC Solaar
- Massilia Sound System
- Mau Mau
- Rattlesnakes
- Roadrunners

### 1992
- Bob Dylan
- Bryan Adams
- James Brown
- Lou Reed
- Moe Tucker
- Morrissey
- Manic Street Preachers
- Ned's Atomic Dustbin
- Rufus Thomas
- Wedding Present
- Alpha Blondy
- Black Maria
- Charlélie Couture
- Fishbone
- The Fools
- Jade
- Les Négresses Vertes
- Little Nemo
- Mike Rimbaud
- Milena
- Sapho
- Sunset
- Urban Dance Squad
- Wilko Johnson
- Betty Boop
- Résistance

### 1991
- Vopli Vidopliassova
- Pixies
- The House of Love
- INXS
- The Charlatans
- The Wailers
- Joe Jackson
- Mano Negra
- Axel Bauer
- James
- John Cale
- Pigalle

### 1990
- Alain Bashung
- Arno
- Jean-Louis Aubert
- Kheops
- Kunsertu
- Miss B. Haven
- Nuit d'Octobre
- Okeztra Luna
- Park Café
- Rictus
- Roe
- Santana
- Texas
- The Essence
- Top Model
- Trio Bulgarka
- Trovante
- Trypes

### 1989
- Catherine Lara
- Charlélie Couture
- Elvis Costello
- Jacques Higelin, Maurane
- Ange
- Les Garçons Bouchers
- Litfiba
- Nina Hagen
- Noir Désir
- Animal Grotesque
- Chihuahua
- E 127
- Enigmatic Légume
- Gamine
- Girls Without Curls
- Jade
- Jean-Louis Mahjun
- Les Cyclistes
- Les Infidèles
- Les Kidnappés De La Pleine Lune
- Les Raviolets
- Les Zamants
- The Blech
- The Renegades
- Untel Untel
- Anna Prucnal
- Christian Blondel
- Colette Magny
- Elmer Food Beat
- Emma Zita
- Fabienne Pralon
- Les Lolitas
- Mama Bea Tiekelski
- Pascal Mathieu
- Ravel Chapuis
- Véronique Gain
- Zaniboni